# Mirjana Vukomanović
Mirjana Vukomanović (Trstenik, Srbija, 9. prosinca 1967.) je nagrađivana srpska filmska, televizijska i kazališna redateljica.
Najpoznatija je po igranom filmu "Tri ljetna dana", kandidatu SR Jugoslavije za "Oscara" 1997. godine. Karijeru je ostvarila u Srbiji i Sjedinjenim Američkim Državama. Članica je predsjedništva Udruženja filmskih umjetnika Srbije.

## Biografija
Filmom se je počela baviti u djetinjstvu, a za ondašnje filmove dobila je brojne nagrade, uključujući devet priznanja Grand Prix na festivalima dječjeg filma diljem SRJ, kao i Nagradu UNESCO-a za film "Poster i vez" (Pariz, 1982.).
Diplomirala je multimedijalnu režiju 1991. na Akademiji umjetnosti u Novom Sadu, u klasi profesora Vlatka Gilića. Od tada radi kao profesionalni redatelj.
Od 2000. do 2012. godine radila je New Yorku kao redateljica i snimateljica za medijske agencije i kao neovisna dokumentaristica. Osnivačica je filmske producentske kuće "Danilo film" u Beogradu.
Od 1991. godine članica je Udruženja filmskih umjetnika Srbije, a sada i član predsjedništva UFUS. Član je i Independent Feature Project (IFP), SAD.
Osim redateljskog posla, predavala je glumu u baletnoj školi "Lujo Davičo" u Beogradu i režiju na Newyorškoj filmskoj akademiji (New York Film Academy).

## Redateljski opus
Režirala je preko 30 dokumentarnih i televizijskih filmova, reklame i nekoliko kazališnih predstava.
Igrani i dokumentarni filmovi: Tri ljetna dana, Pohvala svetome knezu Lazaru, Kod vječite slavine, Tihovanje, O šutnji, Nebo na zemlji, Janoš Altmajer, Strah od letjelice, Sveti Sava, Mauthausen, Nebo iznad moga grada, Jefimijini dani i drugi .
Televizijske serije: "Metropolis", "Magazin 53 za obične ljude", "Ljudi govore" i "Naselja Srbije".
Kazališne predstave: Koraci - Uljuljanka po Samuelu Beckettu i Lulu po Franku Wedekindu.

## Filmografija (dio)
- Tri ljetna dana (1997.)
- Večita slavina (1994.)
- Pohvala svetom knezu Lazaru (1992.)

## Nagrade i priznanja
Igrani film "Tri ljetna dana"
- Jugoslavenski kandidat za nagradu "Oscar" 1997.
- Grand Prix, Jugoslavenski filmski festival, Herceg Novi, 1997.
- FIPRESCI, Nagrada kritike, Jugoslavenski filmski festival, Herceg Novi, 1997.
- Grand Prix za najbolji film, Festival europskog filma "Panorama", Atena, 1997.
- FIPRESCI, Nagrada kritike za najbolji film, Festival istočnoeuropskog filma Cottbus (Košebuz), Njemačka, 1997.
- Nagrada za najbolju žensku ulogu (Mirjana Joković), Festival istočnoeuropskog filma Cottbus 1997.
- Grand Prix za najbolji film, Internacionalni filmski festival, Banja Luka, 1997.
- "Srebrni vitez", Festival slovenskih i pravoslavnih zemalja, Rusija, 1997.
- FIPRESCI, Nagrada kritike za najbolji scenarij (Gordan Mihić), Festival filmskog scenarija, Vrnjačka Banja, 1997.
- "Carica Teodora" za najbolju žensku ulogu (Mirjana Joković), Festival glumačkih ostvarenja, Niš, 1997.
- Grand Prix, Mojkovac, 1997.
- Najbolja ženska uloga (Mirjana Joković), Mojkovac, 1997.
- Najbolja muška uloga (Petar Kralj), Mojkovac, 1997.

Televizijski film "Kod vječite slavine"
- Kandidat za nagradu "Emmy" 1995.
- Nagrada za najbolje adaptirano književno djelo, Festival filmskog scenarija, Vrnjačka Banja, 1995.

Dokumentarni film "Tihovanje"
- Velika zlatna medalja za najbolji dokumentarni film, 39. festival jugoslovenskog dokumentarnog filma, Beograd, 1993.
- Grand Prix, "Fest", Zlatibor, 1993.
- "Zlatni vitez", Novi Sad 1993.
- Grand Prix Kubanjskog međunarodnog festivala pravoslavnog filma 2009.

## Vanjske poveznice
- Mirjana Vukomanović u internetskoj bazi filmova IMDb-u (engl.)
- Aranđelović Ivan. "Nova istorija Njujorka", Politika, Beograd, 23. listopad 2008. (srp.)
- "Mirjana Vukomanović, o povratku u srpski film: Ne pristajem na mrvice s trpeze" (intervju), razgovarala Vesna Milivojević, Blic, Beograd, 21. veljače 2010.  (srp.)